# Hospodářský růst
Hospodářským (ekonomickým) růstem se rozumí vzestup hospodářského potenciálu země, ke kterému dochází v souvislosti s kvantitativním zvyšováním (růstem) potenciálního hrubého domácího produktu.
Při sledování růstu produktu je proto třeba odlišovat dvojí situaci:
1. Jedná se o zvýšení krátkodobé, které je po určité době vystřídané poklesem produktu.
2. Jedná se o dlouhodobý trend spojený obvykle s víceméně plynulým zvyšováním produkčních možností ekonomiky.

V prvním případě jde o růst skutečného produktu ve smyslu jeho cyklického kolísání, ve druhém případě jde o dlouhodobý růst potenciálního produktu, neboli o hospodářský růst.

## Zdroje hospodářského růstu

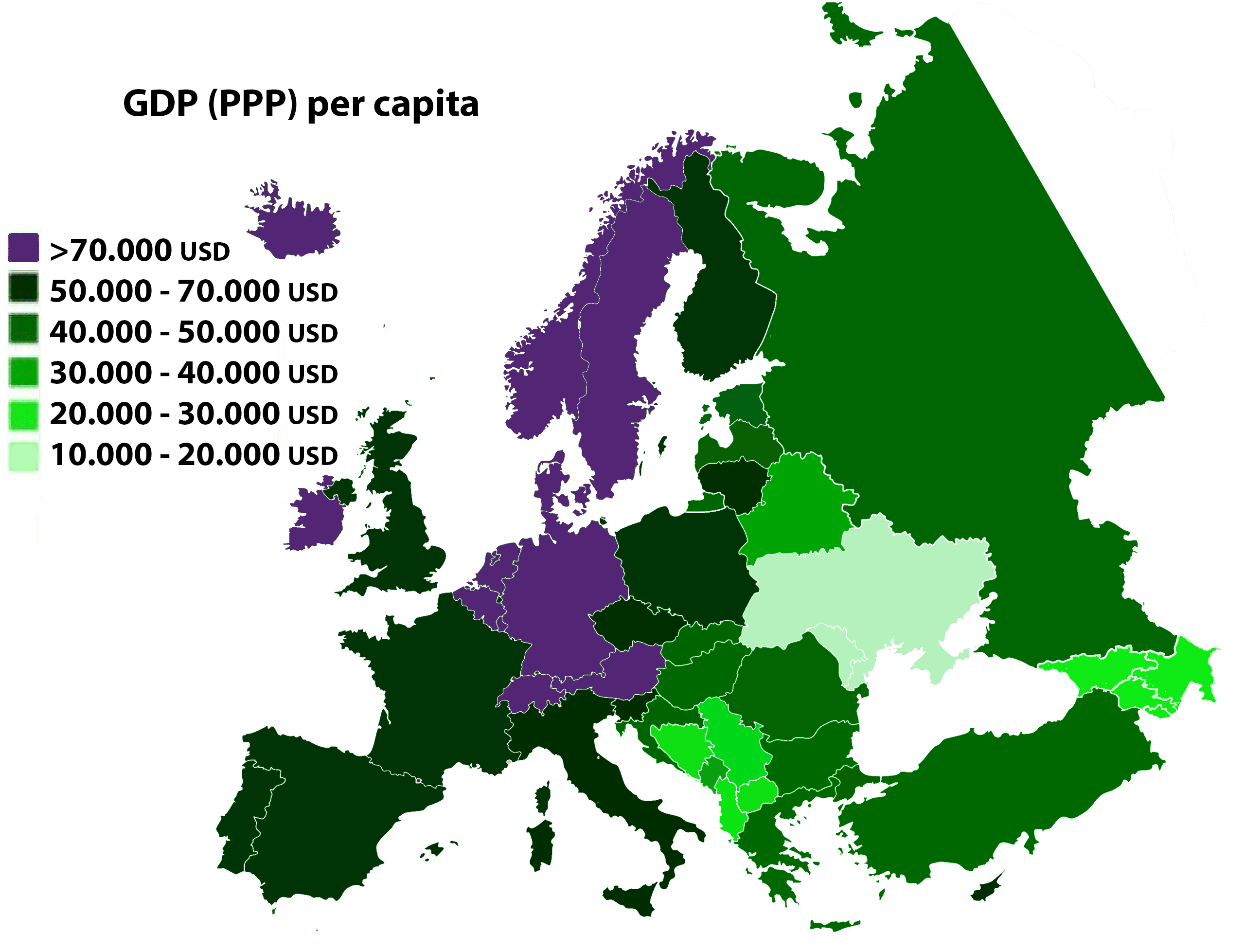
Evropské státy podle HDP na obyvatele (2012)

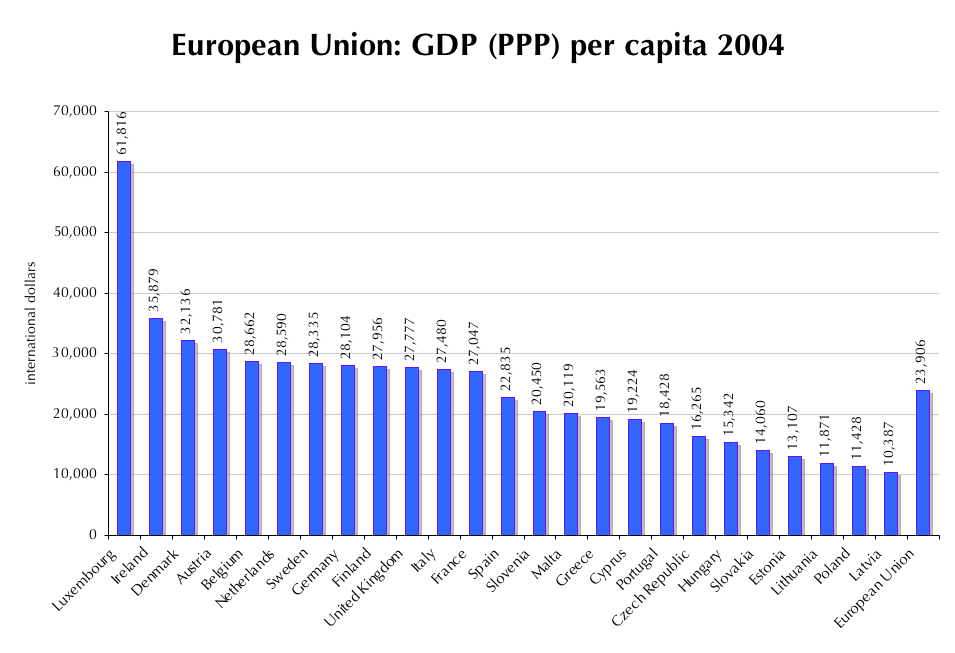
HDP na osobu v zemích EU v roce 2004

Zdroje umožňující růst potenciálního produktu jsou tvořeny několika složkami:
1. Lidské zdroje, a to
  - množství práce,
  - lidský kapitál, tj. vzdělání, zručnost a zkušenosti pracovníků, náklady na jejich získání, zvýšení a udržení, a dále i motivace a schopnost podnikání.
2. Přírodní zdroje, a to
  - množství půdy a nerostného bohatství,
  - kvalita těchto zdrojů (úrodnost půdy, kvalita nerostů, klimatické podmínky).
3. Kapitálové zdroje v podobě kapitálových statků, jejichž stav (zásoba) je obnovován a rozšiřován investičními statky. Patří sem
  - stroje a zařízení, budovy, stavby apod.
  - technická úroveň těchto statků – jejich výkonnost, přesnost, pracovní a energetická náročnost.

Obecněji je možno zdroje hospodářského (ekonomického) růstu rozdělit do dvou skupin:
- Kvantitativní zdroje růstu: do výroby jsou zapojována nová kvanta práce, přírodních zdrojů a kapitálu se stejnými kvalitativními charakteristikami. Je-li hospodářský růst založen na těchto zdrojích, bývá označován jako extenzivní růst.
- Kvalitativní zdroje růstu: zvyšování kvalifikace pracovníků, využívání kvalitnějších přírodních zdrojů, rozvoj technické úrovně fixního kapitálu. Je-li zdrojem hospodářského růstu převážně rozvoj kvalitativních stránek výrobních faktorů, hovoříme o intenzivním růstu.

Využití všech zdrojů růstu je vždy podmíněno jejich specifickým propojením (kombinací) a začleněním (alokací) do příslušných odvětví výroby. V širším smyslu proto můžeme zahrnout mezi kvalitativní zdroje růstu také:
- dělbu práce v národním a mezinárodním měřítku, a s ní spojenou liberalizaci mezinárodního pohybu statků a výrobních faktorů,
- regulaci nebo deregulaci trhu vládami,
- informační vybavení výrobců podmíněné rozvojem informačních technologií a přístupem k informacím (význam internetu).

V hospodářské realitě dochází v rozvinutých ekonomikách vždy ke kombinaci obou typů zdrojů – kvantitativních a kvalitativních. Jde přitom o takový vývoj zdrojů hospodářského růstu, jejichž výsledkem je obvykle dlouhodobý růst (nikoliv stagnace nebo pokles) potenciálního produktu.
Kvalitativní zdroje hospodářského růstu bývají označován také jako technologická změna (technologický pokrok nebo technologický regres). Technologická změna v podobě zkvalitňování kapitálových statků bývá označována jako zpředmětněná technologická změna, ostatní jsou nezpředmětněnou technologickou změnou.

## Měření vývoje hospodářského růstu

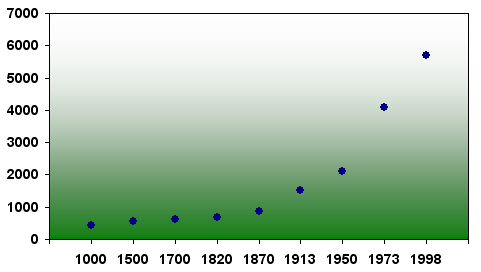
Tempo růstu GDP per capita od 1000. – 1998. Zatímco v období do roku 1800 je průměrný meziroční růst menší než 0,1 %, tak ve 20. století přesahuje 1 %

Dosavadní charakteristika ekonomického růstu jako dlouhodobého vývoje potenciálního reálného produktu se týkala úzce teoretického vymezení růstu. Mimo oblast ekonomické teorie se však pojem ekonomický růst často používá jako synonymum vývoje skutečného reálného produktu. Tento vývoj můžeme vyjádřit absolutně (přírůstek v mld. Kč jako rozdíl produktu v období t a produktu v předchozím období), přehlednější je však tempo růstu reálného produktu.
Kromě vývoje absolutní výše produktu je sledován i vývoj relativních ukazatelů produktu, nejčastěji vývoj produktu na 1 obyvatele, a to opět buď jeho absolutní změna nebo jako tempo růstu. Za předpokladu, že obyvatelstvo roste stejně rychle jako množství použití práce (pracovní vstup), můžeme ztotožnit tempo růstu produktu na 1 obyvatele s tempem růstu produktu na jednotku použité práce, tedy s tempem růstu produktivity práce.
Ukazatel produktu na jednoho obyvatele vyjadřuje ekonomickou úroveň dané země, analogicky tempo růstu produktu na 1 obyvatele vyjadřuje vývoj ekonomické úrovně. Je považováno za základní ukazatel vývoje životní úrovně v dané zemi. Jeho vypovídací schopnost však může být velmi omezená v důsledku nerovnoměrného rozdělení důchodů. Proto je třeba sledovat též tempo růstu reálných mezd a jiné ukazatele.

## Modely hospodářského růstu
Ekonomická teorie obsahuje řadu konkrétnějších přístupu v podobě různých růstových modelů, které rozdílně zohledňují význam jednotlivých zdrojů růstu a zkoumají rozmanité aspekty hospodářského růstu včetně omezení růstu.

### Klasické modely
Jednoduchý klasický model vytvořil Thomas Robert Malthus. Tento model pracuje se stagnujícím množstvím a kvalitou půdy (veškerá půda je využívána) a neuvažuje ani významnější růst množství kapitálu, ani jeho technický rozvoj. Jediným zdrojem ekonomického růstu je v tomto modelu růst obyvatelstva (množství pracovních vstupů), což je však spojeno s klesajícím mezním produktem práce. Tempo růstu produktu se postupně snižuje, až se dostane pod tempo růstu obyvatelstva. Klesá proto produkt na 1 obyvatele a klesají reálné mzdy až na úroveň životního minima, kde se růst obyvatelstva (a tím i produktu) zastaví.
Zvýšení produktu na 1 obyvatele a reálné mzdy je možné v těchto podmínkách dosáhnout buď za cenu zvýšené úmrtnosti (války, epidemie), nebo snížením porodnosti. Růst reálných mezd však povede k růstu porodnosti (k růstu množství práce) a opět k ustálení produktu na úrovni odpovídající životnímu minimu, s následnou stagnací množství obyvatelstva. Dlouhodobé udržování výše reálných mezd na úrovni životního minima představuje v tomto modelu tzv. železný zákon mzdový. Při této tzv. subsistenční úrovni mezd dojde k nulovému růstu množství práce, a tím i k nulovému růstu produktu.

### Neoklasický model
První modely teorie růstu se objevily až ve 40. letech 20. století v podobě keynesiánských růstových modelů. Ty byly v 50. a 60. letech zastíněny neoklasickými teoriemi růstu, z nichž nejznámější je růstový model R. M. Solowa. Neoklasické teorie hledaly kvantitativní vztahy mezi růstem produktu a růstem kapitálu a práce, nedostatkem však bylo, že nevysvětlovaly zdroje hospodářského růstu. Nejdůležitější zdroj růstu, tedy technologický pokrok je v neoklasických modelech exogenní (tudíž nevysvětlenou) veličinou.
až ve 2. polovině 80 let se objevily teorie endogenního růstu, které se snažily vysvětlit technologický pokrok jako endogenní veličinu v rámci růstového modelu.
Neoklasický model růstu – produkční funkce a investiční funkce:
- neoklasický model růstu R. M. Solowa se skládá z produkční funkce dlouhého období a z investiční funkce dlouhého období
- produkční funkce dlouhého období {\displaystyle Y=f(K,L)} – produkt je závislý na práci a kapitálu
- Základní vlastností produkční funkce, se kterou Solowův model pracuje je to, že vykazuje konstantní výnosy z rozsahu – daný přírůstek práce a kapitálu vyvolá stejný přírůstek produktu.
- intenzivní produkční funkce: produkt na jednoho pracovníka {\displaystyle Y\div L} je dán funkcí kapitálu na jednoho pracovníka {\displaystyle f(K\div L)} – tvar této funkce je dán klesajícími výnosy z kapitálu.
- produkční funkce v Solowově modelu má tedy dvě základní vlastnosti: konstantní výnosy z rozsahu a klesající výnosy z kapitálu.

Druhý stavební kámen Solowova modelu – dlouhodobá investiční funkce:
- předpoklad je, že v dlouhém období jsou rozpočty v rovnováze a čistý vývoz je nulový, v tom případě {\displaystyle Y=C+I} a za těchto předpokladu také platí, že {\displaystyle C+S=Y},
- tedy z toho plyne, že {\displaystyle S=I}
- míra úspor – podíl úspor na důchodu {\displaystyle s=S\div Y}
- potom {\displaystyle I=s\times Y}
- investice se rovnají té části domácího produktu, která není spotřebována, nýbrž je uspořena. Investice tedy rostou s růstem domácího produktu a jsou tím vyšší, čím je vyšší míra úspor
- pokud obě strany vydělíme L dostaneme {\displaystyle I\div L=s\times Y\div L} (investice a produkt na pracovníka {\displaystyle I\div L},{\displaystyle Y\div L}), zakresleno do grafu.

### Keynesiánské modely
Hospodářský růst v neoklasickém modelu je spojen s permanentně vyčištěnými trhy výrobních faktorů, neboli s neustálou tzv. plnou zaměstnaností. Keynesiánská ekonomie se naopak zabývá hospodářstvím s nezaměstnaností vyšší než při tzv. plné zaměstnanosti. Keynesovské pojetí hospodářského růstu vychází z předpokladu, že rozhodujícím stimulem hospodářského růstu je rostoucí domácí, popř. zahraniční poptávka. Nezbytným předpokladem ovšem je, že v ekonomice existují nevyužité výrobní zdroje, především dostatečná nabídka pracovní síly v požadované kvalifikační struktuře. Vezme-li v úvahu strukturu agregátní poptávky, potom lze konstatovat, že hospodářský růst může vyvolat:
- růst soukromé spotřeby,
- zvýšení investiční aktivity podnikové sféry,
- růst vládních výdajů,
- růst exportu.

Teoretické základy poptávkově orientovaného hospodářského růstu rozpracovali následovníci J. M. Keynese (mezi nejznámější modely patří model růstu R. Harroda a E. Domara). Vycházejí z předpokladu, že investice jako součást agregátní poptávky vytvářejí nejen nové výrobní kapacity, ale i nové důchody, a tak prostřednictvím multiplikátoru významně dynamizují růst HDP.

### Škola mezí růstu
Specifický nestandardní přístup k problematice dlouhodobého vývoje produktu (nebo produktu na 1 obyvatele) zaujímají autoři označovaní někdy jako škola mezí růstu. Základy tohoto přístupu byly vytvořeny osobnostmi sdruženými od konce 60. let v tzv. Římském klubu.
Uvedený přístup se vyznačuje zkoumáním vzájemné podmíněnosti celosvětového vývoje několika proměnných: obyvatelstva, průmyslové produkce a produkce potravin, znečištění životního prostředí a vyčerpání přírodních zdrojů. Zkoumá dále vývoj ukazatelů životní úrovně, jako produkt na 1 obyvatele a střední délka života, přičemž zohledňuje situaci současné generace a generací budoucích.
Autoři docházejí k různým modelům vývoje produktu:
1. Při pokračujícím rychlém růstu obyvatelstva, spojeném s růstem produktu a s poklesem neobnovitelných přírodních zdrojů, doprovázeném rostoucím znečištěním životního prostředí, začnou po čase působit limity růstu: vyčerpanost půdy, nedostatek surovin a paliv, neschopnost přírody absorbovat znečištění. Tyto závěry bývají přirovnávány k Malthusově přístupu, jehož základem je rozpor mezi rychle rostoucím obyvatelstvem a nedostatečným růstem prostředků k obživě.
2. Alternativou je regulace porodnosti až k zastavení růstu populace a omezení výroby náročné na přírodní zdroje. Tím se zpomalí až zastaví zejména růst průmyslové produkce a tím i omezí znečišťování. Při stagnujícím počtu obyvatelstva zůstane za těchto podmínek dlouhodobě stabilní (tedy nikoliv klesající jako v první variantě) objem průmyslové a potravinové produkce na 1 obyvatele.

### Teorie endogenního růstu
Od 80. let 20. století jsou vyvíjeny nové teorie hospodářského růstu, reagující na sporné výpovědi tradičního neoklasického (Solowova) modelu růstu.Teorie endogenního růstu se snaží vysvětlit dlouhodobé přetrvávání rozdílů mezi rozvinutými a méně rozvinutými zeměmi. Vysvětlení spočívá v technologickém pokroku v podobě zkvalitňování fyzického i lidského kapitálu. Tento technologický pokrok má endogenní charakter – je generován silami uvnitř ekonomiky.
Tento technologický pokrok je přitom podmíněn:
1. určitou výchozí kvantitativní i kvalitativní úrovní fyzického kapitálu. Významné nové myšlenky (objevy, zlepšení) vznikají a při určité relativně vysoké ekonomické úrovni, která umožňuje financovat výzkum, zvyšovat kvalifikaci pracovníků apod.,
2. určitými institucionálními podmínkami, jako jsou vládní podpora výzkumu (což se dá odůvodnit charakterem vědomostí jako veřejného statku), tradiční iniciativou pracovníků aj.

Endogenního ekonomického růstu nelze tudíž dosáhnout v jakékoliv ekonomice pouhým jednorázovým poskytnutím moderního kapitálového vybavení a zaškolením pracovníků, nýbrž je výsledkem dlouhodobého ekonomického vývoje.

### Post-Keynesovský přístup[1][2][3][4][5][6][7][8][9][10][11][12][13][14][15][16][5][17][18][19][20][21][22][23][24][25]
Post-keynesiánská teorie dává přednost úloze rozdělení příjmů a identifikuje režimy poptávky na základě mezd. Klíčovou roli hrají finanční proměnné, které způsobují endogenní nestabilitu a finanční cykly (minské dluhové cykly). Hospodářský růst je považován za proces závislý na cestě (s hysterezí nezaměstnanosti kvůli mzdovým normám) a není ukotven v rovnováze na straně nabídky. Jak zdůraznil Keynes, ekonomická rozhodnutí a aktivita v nejistotě (neergodicitě) nemají automaticky tendenci k plnému využití kapacity. Firmy obecně nemohou než přizpůsobit svou produkci očekávané poptávce. Očekávaná poptávka je hybnou silou produkce, čas od času, a velí inovacím a akumulaci kapitálu, které v dlouhodobém horizontu umožňují vyšší produkci navzdory demografickému omezení.
Existují čtyři složky agregátní poptávky: spotřeba, investice, vláda a zahraniční sektor. Keynesiánskou odpovědí na recesi nebo nezaměstnanost je zvýšení křivky agregátní poptávky. Mohli byste to udělat snížením daní ke stimulaci spotřeby, snížením úrokových sazeb ke stimulaci investic, nebo by vláda mohla dosáhnout deficitu snížením daní nebo zvýšením výdajů. Čtvrtým způsobem zvyšování funkce agregátní poptávky je samozřejmě zvýšení vývozu ve srovnání s dovozem. Jediným přijatelným způsobem, jak stimulovat agregátní poptávku, je dnes (Neoliberální systém globálně-manažerského kasino kapitalismu) exportní růst. Německo bylo jedním z hlavních příkladů. Fungovalo to nejen proto, že vytvářelo pracovní místa. Pokud existuje určitá míra flexibility směnného kurzu, přebytek běžného účtu má tendenci zvyšovat směnný kurz tak, že životní úroveň stoupá, protože dovoz zlevňuje. Německé odbory nemuseli požadovat vyšší mzdy, aby získaly vyšší reálné mzdy, protože směnný kurz to udělal. Růst vedený exportem se stal podivnou formou stimulu agregátní poptávky. Klamem však je, že ne každá země může provádět politiku růstu založenou na exportu. Přebytky běžného účtu z definice nejsou dostupné všem národům současně a deflační předsudky omezují růst světové ekonomiky.
Reálný svět je vždy v pohybu, vnější/autonomní růst poptávky, determinanty investic, úspor a čistého exportu jsou důležité, pro které hraje roli rozdělení příjmů.
| Tabulka: Klasifikace poptávkových růstových režimů podle zdrojů a financování komponent poptávky. | Tabulka: Klasifikace poptávkových růstových režimů podle zdrojů a financování komponent poptávky. |
| ------------------------------------------------------------------------------------------------- | --- |
| Vedené exportem (merkantelismus)                                                                  | - kladné finanční bilance soukromého sektoru a sektoru soukromých domácností (růst úspor a investic firem), - záporné finanční bilance zahraničního sektoru (kapitálový účet platební bilance), - kladná bilance zboží a služeb (běžný účet platební bilance), - kladné růstové příspěvky čistého exportu.                                                                                                  |
| Slabě vedené exportem                                                                             | Buď - kladné finanční bilance soukromého sektoru, - záporné finanční bilance zahraničního sektoru, - kladná bilance zboží a služeb, - záporné růstové příspěvky čistého exportu. Nebo - negativní, ale zlepšující se finanční bilance domácích sektorů, - kladné, ale klesající finanční bilance vnějšího sektoru, - negativní, ale zlepšující se čistý export, - kladné růstové příspěvky čistého exportu. |
| Řídí se domácí poptávkou                                                                          | - kladné finanční bilance soukromého sektoru domácností a kladné nebo vyrovnané finanční bilance soukromého sektoru jako celku, - vyrovnané nebo kladné finanční bilance vnějšího sektoru, - růst je téměř výhradně tažen domácí poptávkou, - kolem nulového růstu příspěvku čistého exportu. |
| Boom soukromé poptávky vedený dluhem                                                              | - záporné nebo téměř vyrovnané finanční bilance soukromého sektoru, - kladné finanční bilance zahraničního sektoru, - významné příspěvky k růstu domácí poptávky, a zejména poptávky soukromé spotřeby, - záporné růstové příspěvky čistého exportu. |
| Zdroj: Podle Dünhaupta a Heina, 2019: 458.                                                        | |

Několik zemí si přeje usilovat o omezování mezd na základě exportu, aby získala konkurenční výhodu (Německo, Asijští tygři, apod.). Ale na úrovni celého světa je planeta Země uzavřenou ekonomikou. Všechny země nemohou být čistými vývozci. I eurozóna je relativně uzavřená oblast. Empirické studie ukazují, že většina zemí je v režimu domácí poptávky na základě mezd. Neoliberalismus vedl k režimům růstu založeným na dluhu nebo exportu (Lavoie a Stockhammer 2012; Hein 2012). Oba spoléhají na potlačení mezd. Oba jsou ekonomicky nestabilní a sociálně nevyvážení. Strategie růstu vedeného mzdami tak vede k nejudržitelnějšímu procesu růstu, protože zvýšení mzdového podílu pracovníků vždy zvyšuje růst a využití kapacity bez ohledu na charakter ekonomiky. Stimulace mezd v EU by nejen zlepšila hospodářskou výkonnost, ale také by pomohla vypořádat se s neudržitelným růstem, který je způsoben buď dluhem, nebo nadměrným spoléháním na vývoz. Politiku vyšších mezd lze realizovat ve velké jediné zemi s velkým domácím trhem, jako je Velká Británie nebo Německo, ale dopad by byl silnější, kdyby byl koordinován na evropské úrovni.
Účinky, které mohou vyplynout z oživení vedeného mzdami, na růst, a tedy i zaměstnanost, jsou pozitivní, jsou však také mírného rozsahu. Pokles podílu mezd na národním důchodu izolovaně vede k nižšímu růstu ve Finsku, Francii, Německu, Řecku, Itálii, Lucembursku, Nizozemsku, Portugalsku, Španělsku, Švédsku a Spojeném království, zatímco stimuluje růst v Rakousku, Belgii, Dánsku a Irsku. Současný pokles podílu mezd však vede k celkovému poklesu HDP EU15. EU15 jako celek je tedy ekonomikou vedenou mzdami. Kromě toho Rakousko a Irsko pociťují negativní dopady na růst, když společně se svými obchodními partnery snižují svůj mzdový podíl.
I když je někdy postkeynesiánská literatura karikována jako obhájce trvalé fiskální expanze a stále vyšších mezd za všech okolností, nabízí spoustu důvodů, proč může být úsporná zaujatost v některých případech strategicky racionální. Zaprvé, pro malé otevřené ekonomiky mohou „ziskem vedené“ růstové strategie přinášet lepší výsledky než „mzdové“ strategie (viz např. Lavoie a Stockhammer 2012). Za druhé, protože současný režim globálního růstu je spíše „konkurenční“ než „doplňkový“, malé otevřené ekonomiky mohou být racionálně opatrné vůči politikám, které by mohly vést k deficitům platební bilance (McCombie a Thirwall 1999). Za třetí, už Keynes tomu všemu rozuměl, protože státy musí hledat domácí plnou zaměstnanost, jinak bude růst vedený exportem považován za strategicky výhodný každým národem jednotlivě (jak zdůrazňuje například Davidson 1999, 10). I když lze podniknout různé kroky k zabránění tohoto procesu, dokonce i monetární suverénní malé otevřené ekonomiky pravděpodobně podstupují nezanedbatelné ekonomické riziko tím, že po dlouhou dobu budou mít deficit běžného účtu. Skutečnost, že se velký počet současných národních států jeví jako strategicky motivovaných k provádění politik konkurenčních úsporných opatření a „neomerkantilismu“ (ať už racionálně či nikoli), je problematická z ekonomického i politického hlediska. Přebytky běžného účtu z definice nejsou dostupné všem národům současně a deflační předsudky omezují růst světové ekonomiky (Wray 2012, 140, 218). Kromě toho soutěž o obchodní přebytky s nulovým součtem zhoršuje kulturní „jiné“ a nepřátelské obrazy (Bui 2019). Výsledkem mohou být obchodní války a dokonce i vojenské konflikty (Mitchell a Fazi 2017, 203).

#### Wage led growth
Rozdíl mezi růstem vedeným mzdou a růstem vedeným ziskem je hlavním rysem postkeynesovské ekonomiky a spustil rozsáhlou ekonometrickou literaturu zaměřenou na identifikaci toho, zda jsou ekonomiky vedeny mzdou nebo ziskem. Zvýšení mzdového podílu má rozporuplné účinky na subagregáty agregátní poptávky (Spotřeba, investice, vládní výdaje, export). Výdaje na soukromou spotřebu by se měly zvýšit, protože mzdové příjmy jsou obvykle spojeny s vyššími spotřebními sklony než kapitálové příjmy. Investiční výdaje by měly být negativně ovlivněny, protože investice budou pozitivně záviset na zisku. Čistý export bude negativně ovlivněn, protože zvýšení mzdového podílu odpovídá zvýšení jednotkových nákladů práce a tím i ztrátě konkurenceschopnosti. Souhrnná poptávka tedy teoreticky může být vedena mzdou nebo ziskem v závislosti na tom, jak se tyto efekty sčítají. Výsledky budou zásadně záviset na tom, jak je ekonomika mezinárodně otevřená. Světová ekonomika a velké ekonomické oblasti (EU, USA, apod.) budou pravděpodobně vedeny mzdami.
Postkeynesiánští ekonomové diskutují o tom, zda je agregovaná poptávka v krátkodobém horizontu vedena mzdou nebo ziskem, ale údaje z mnoha zemí ukazují, že v dlouhodobém horizontu byly spojeny s poklesy ukazatelů poptávky (jako je míra utilizace nebo růstu) s paralelním poklesem mzdového podílu. Pro ty, kdo věří v poptávku vedenou mzdami, je vysvětlení jednoduché: síly jako globalizace a financializace stlačily mzdový podíl, což následně snižuje utilizaci v krátkodobém horizontu a růst v dlouhodobém horizontu. Pro ty, kteří věří v poptávku založenou na zisku, se tvrdí, že je možné jiné vysvětlení. To znamená faktory, které snižují agregátní poptávku – jako je financializace, nerovnost mezd a kontrakční měnová a fiskální politika (cílení inflace a fiskální úsporná opatření) – nepřímo snižují mzdy v poměru k produktivitě, čímž snižují mzdový podíl za předpokladu, že distribuční vztah vykazuje „ziskové stlačení“ chování.

#### Thirwallův zákon hospodářského růstu
Postkeynesiánští ekonomové, kteří se zabývají dlouhodobým růstem v otevřených ekonomikách, vyvinuli dva související, ale zásadně odlišné teoretické přístupy: kumulativní model příčin vývozu (the export-led cumulative causation model) a model růstu omezením platební bilance (the balance-of-payments-constrained growth model). První přístup zdůrazňuje možnost, že některé země mohou dosáhnout stále se rozšiřujících „ctnostných kruhů“ rychlejšího technologického pokroku, zlepšování konkurenceschopnosti, zvyšování vývozu a rychlého růstu produkce (i když v tomto pohledu mohou být jiné země odsouzeny k tomu, aby trpěly „začarovanými kruhy“ – „Pomalejší technologický pokrok, zhoršující se konkurenceschopnost, stagnující vývoz a pomalý růst produkce). Na druhou stranu, modely omezeného růstu platební bilance zdůrazňují omezení kladená na růst národa nutností financovat nezbytný dovoz buď růstem vývozu, nebo finančním přílivem cizího kapitálu.
Thirlwall zpracovává svou vlastní dynamickou analýzu „Thirlwallův zákon“. Zákon mimo jiné uvádí, že tempo růstu země v souladu s rovnovážnou platební bilancí je nepřímo spojeno s jeho chutí k dovozu, což zase závisí na struktuře domácí produkce a struktuře dovozu. V empirických testech model funguje pozoruhodně dobře. Vezmeme-li v úvahu příliv kapitálu, financování schodků běžného účtu, předpovědi založené na modelu příliš nezlepší. Thirlwall dochází k závěru: „Růst vývozu, nikoliv kapitálové toky, je zdaleka nejdůležitější proměnnou řídící výkonnost růstu“. Hlavní poselství je:
- pokud si méně rozvinutá země přeje růst rychleji, musí nejprve zvýšit požadavek na platební bilanci.
- Protože ani devalvace měny ani dovozní kontroly nemohou tento úkol účinně splnit, zbývá ještě nějaký druh ochrany „začínajících průmyslových odvětví“, podpora vývozu a substituce dovozu – opatření, která obhajoval Friedrich List a později Nicholas Kaldor a země jako Japonsko, Jižní Korea a Čína se v nedávné minulosti úspěšně implementovala.
- Je zajímavé, že Thirlwall poznamenává, že jakmile se země staly bohatými pod ochranným pásem, měly tendenci měnit strany a rozhodly se pro volný obchod.

Dopady liberalizace obchodu po celém světě po druhé světové válce až do tzv. Washingtonského konsensu jako výrazu „ideologie volných trhů a volného obchodu“. Thirlwall silně zpochybňuje tradiční mantru, že volný obchod je všeobecně prospěšný. Neexistuje žádný přesvědčivý důkaz, že liberalizace obchodu spustila všechny země na vyšší úroveň hospodářského růstu. Liberalizace obchodu výrazně nesnížila světovou chudobu. Na rozdíl od předpovědí ortodoxní teorie však zhoršilo rozdělení příjmů mezi bohaté a chudé země a mezi kvalifikovanými a nekvalifikovanými výdělečnými silami uvnitř zemí. Thirlwall uzavírá, že ‘Liberalizace obchodu celkově nesplnila očekávané sliby. Mezi rétorikou liberalizace obchodu a realitou existuje rozdíl (str. 125). Ortodoxní teorie je obětí zejména tří myšlenek, na nichž je založena:
1. předpoklad přirozené tendence ekonomického systému k plnému využití svých produkčních zdrojů;
2. myšlenku, že na struktuře výroby nezáleží a že vše, co lze říci, lze dosáhnout pomocí modelu s makroekonomickou produkční funkcí;
3. myšlenka, že platební bilance je samo-vyrovnávací. Liberalizace obchodu však měla nepříznivý dopad na obchodní bilanci a saldo běžného účtu mnoha méně rozvinutých zemí.

Zdrojem deflačního zkreslení ve světové ekonomice jsou programy MMF a Světové banky v rozvojových zemích. Podmíněnost MMF a programy strukturálního přizpůsobení Světové banky v chudých zemích byly vždy eufemismy pro deflaci, protože obě instituce špatně chápou povahu potíží s platební bilancí a inflací v těchto zemích. Deficity platební bilance jsou spojeny se zeměmi, které si „žijí nad poměry“, zatímco v praxi jsou deficity vlastní struktuře výroby a obchodu (Thirlwall 2006). Protože důchodová elasticita poptávky po vývozu z LDC je relativně nízká (primární produkty podléhají Engelovu zákonu) a důchodová elasticita poptávky po jejich dovozu je relativně vysoká, jsou deficity nevyhnutelné, pokud se LDC snaží růst stejně rychle jako rozvinuté země. Za současného mezinárodního hospodářského řádu jsou penalizovány deficitní země, nikoli země s přebytkem. Podobně je inflace v nejméně rozvinutých zemích považována MMF a Světovou bankou za poptávkovou inflaci, kterou je třeba „vyléčit“ monetární a fiskální přísností, zatímco v praxi má velká část inflace v rozvojových zemích strukturální rozmanitost způsobenou překážkami ve výrobním systému a strukturálními změna. Pokusy o kontrolu strukturální inflace (nebo inflace s tlakem nákladů) pomocí deflačních politik agregátní poptávky jednoduše zpomalují růst, způsobují větší nezaměstnanost a maří proces rozvoje.

#### Protekcionismus
Susan Strange (1985) považovala protekcionismus za nepřímou formu poskytování sociální péče. Na jedné straně znovu a znovu konstatovala, že ohledy na domácí blahobyt v mocných státech mají důležitý vliv na strukturu a organizaci globální politické ekonomie. Protekcionismus – který by mohl být považován za nepřímou formu poskytování blahobytu – byl podle jejího názoru nedílnou součástí struktury světové produkce a v polovině 80. let tvrdila, že světový obchod může snadno a pohodlně koexistovat se stabilní a předvídatelnou úrovní protekcionismu (Strange 1985: 236‒37 a 255; viz též Stopford a Strange 1991: 62). Protekcionismus zde hrál politicky důležitou roli při tlumení zranitelných pracovníků (kteří byli také voliči) ve Spojených státech. Ve své poslední publikaci také poznamenala, že neschopnost poskytování sociální péče držet krok s distribučními nedostatky globálního kapitalismu bylo nedílnou součástí toho, co posměšně nazývala „Westfailure“ systém (Strange 1999: 346–47).
Na druhou stranu postupem času začala považovat vnitropolitické a ekonomické základy Spojených států zároveň za základní rysy širší globální politické ekonomie. Můžeme to vidět v jejím pojetí strukturální moci, která navenek vyzařuje ze sítí a vyjednávání generovaných institucionálním uspořádáním dominantních států (Strange 1988: 39‒42). Nakonec dospěla k tomu, že sama globální politickou ekonomii identifikovala jako neteritoriální nebo nadnárodní americké impérium, což znamenalo, že poskytování blahobytu v Americe se ve skutečnosti stalo světovým politickým problémem právě proto, že jeho nedostatečnost způsobila nefunkčnost amerického politického systému a náchylnost k náhlým politickým změnám. když se marginalizovaní a zranitelní občané politicky mobilizovali (Strange 1989). Tak mohl být podle Strange domácí sociální mír považován za „globální“ problém.
Klíčovým bodem je, že vytvoření odvětví, která dala rostoucí návratnost měřítku (obecně zpracovatelský průmysl) – spíše než „snižující návratnost měřítka“ – to je to, co označuje úspěšný ekonomický rozvoj. Jakmile se nová výrobní odvětví stanou mezinárodně konkurenceschopnými, je možné snížit nebo odstranit sazby. Upozorňujeme také, že tato politika je dokonale slučitelná se skutečností, že jiné typy sazeb (ochrana neefektivních žadatelů o nájemné) nebo špatně zaměřené sazby mohou být škodlivé pro hospodářský rozvoj. K průmyslovému vzletu jsou samozřejmě zapotřebí další důležité faktory, jako například:
- schopnost získat přístup a zavést technologii a výrobní metody ve výrobě, jakož i schopnost udržet technologický rozvoj a růst produktivity ve výrobě (bod týkající se Kaldorových zákonů o růstu a Verdoornova zákona);

1. Kaldor-Verdoornův efekt: Růst produkce způsobuje růst produktivity díky indukované akumulaci kapitálu a tím i ztělesněním nejnovějších výrobních technologií. Významnou roli v tomto pozitivním vztahu mezi růstem produkce a produktivity hrají také úspory z rozsahu a překonávání nedělitelnosti. „Růst HDP pozitivně souvisí s růstem výrobního sektoru. To lze snad lépe říci, pokud jde o rychlejší růst HDP, tím vyšší je růst průmyslového růstu ve srovnání s růstem HDP: to znamená, že podíl průmyslu na HDP roste. Produktivita výrobního sektoru pozitivně souvisí s růstem výrobního sektoru (také se nazývá Verdoornův zákon). Zde je argumentem, že ve výrobě dochází ke zvyšování návratnosti. Mohou to být statické – kde čím větší je velikost sektoru, tím nižší jsou průměrné náklady – nebo dynamické prostřednictvím indukovaného účinku, který má růst výstupu na akumulaci kapitálu a technický pokrok. Učení prostřednictvím efektů bude pravděpodobně také důležité. Produktivita nevýrobního sektoru pozitivně souvisí s růstem výrobního sektoru. Tento poslední zákon je nejméně intuitivní a je založen na argumentu, že neprůmyslový sektor má klesající výnosy. S postupujícím přesunem zdrojů vzroste průměrná produktivita těch, kteří zůstanou.“ Zákon 3 lze také popsat následujícími výrazy: S růstem produkční výroby se pracovní toky z klesajících nebo konstantních návratů z sektorů jako je zemědělství do výrobního sektoru, což je proces, který také zvyšuje produktivitu v nevýrobních odvětvích, takže vývoj výrobního sektoru má tendenci zvýšit tempo růstu produktivity v celé ekonomice (Thirlwall 1983: 346).
2. Technologická změna vyvolaná cenou faktoru: Změny relativních faktorových cen způsobují změnu technologie použité ve výrobním procesu. Zejména rostoucí reálné mzdy (silnější než růst produktivity) mohou vyvolat technický pokrok šetřící pracovní sílu.
3. Třetí pracovní mechanismus souvisí s „sociálními vztahy výroby“. Motivace pracovníků, a tím i jejich produktivita, jejich ochota dále investovat do (specifického) lidského kapitálu nebo přijímání nových technologií, může záviset na celkovém systému regulace trhu práce (zejména na ochraně zaměstnanosti). Přísnější regulaci trhu práce autoři považují za přínosnou pro celkové klima a pohodu pracovníka. Silnější regulace trhu práce proto může mít pozitivní vliv na růst produktivity.

- dostatečně velký vnitřní trh s vyrobeným zbožím nebo, není-li to možné, spolehlivé vývozní trhy k dosažení růstu na základě vývozu;
- schopnost překonat veškerá omezení platební bilance s vývojem hospodářství a případy, kdy dojde k obchodnímu schodku. To samozřejmě znamená, že musíte vzít v úvahu Thirlwallův zákon.

PKM tvrdí, že obecná teorie rovnováhy je bezcenná. Z toho vyplývá, že všechny modely všeobecné rovnováhy používané k podpoře teorie volného obchodu nelze brát vážně. Protekcionismus může fungovat a být prospěšný. Jak přiklad lze použít tyto země jako vhodné případové studie:
- Spojené státy americké a Německo a jejich hospodářský rozvoj v 19. století
- Britský protekcionismus proti indickým bavlněným textilům
- Čína v současnosti
- Asijští tygři
- Byzantský rozvoj v bavlně za Justiniána

## Udržitelný rozvoj a globální problémy hospodářského růstu
Koncepce udržitelného rozvoje představuje takový vývoj výroby a spotřeby, který umožňuje uspokojování dnešních potřeb tak, aby nedošlo k omezení v uspokojování těchto potřeb budoucích generací. Jde tedy o ekonomický vývoj, který respektuje planetární meze růstu. Udržitelnost přitom dočasně neznamená nulový růst, zdůrazňuje však kvalitativní rozvoj před fyzickou (kvantitativní) expanzí.
Klíčový je vztah tohoto vývoje k přírodním zdrojům. Udržitelný rozvoj je podmíněn (např.) takovým jejich využíváním, kdy
- v případě obnovitelného zdroje (ryby, lesy apod.) je udržitelná regenerační schopnost tohoto zdroje,
- v případě neobnovitelného zdroje (např. nerostné suroviny) je jeho vytěžování nahrazováno technologickým pokrokem,
- znečištění a produkci odpadů je nutno redukovat na úroveň, únosnou pro jejich přirozenou likvidaci přírodou.

Praktická opatření ve směru realizace udržitelného rozvoje fakticky závisí na vůli jednotlivých zemí (vlád), resp. jejich vlivu v mezinárodních organizacích. To je v rozporu s globálním charakterem výše uvedených problémů a problémů navazujících. V souhrnném přehledu jde zejména o
1. vyčerpání přírodních zdrojů,
2. znečištění životního prostředí,
3. nedostatek surovin,
4. přelidnění,
5. nerovnoměrnost hospodářského vývoje,
6. migrace obyvatelstva etc.

Díky příčinné souvislosti mezi HDP a spotřebou energie je také třeba zvážit přehodnocení růstového imperativu. Množství aktérů relativizujících myšlenku nutnosti trvalého hospodářského růstu se sdružuje v hnutí nerůstu.

## Bariéry ekonomického růstu
Faktický vývoj ekonomické úrovně, tj. vývoj reálného produktu na 1 obyvatele, vykazuje v různých zemích a regionech výrazně rozdílnou podobu.
Tempo růstu produktu na 1 obyvatele je závislé:
- na tempu prohlubování kapitálu, tj. na vývoji obyvatelstva (resp. práce) a na vývoji zásoby kapitálu,
- na vývoji technologických změn.

Dalším vysvětlením jsou nedokonalé institucionální podmínky růstu.
Demografický vývoj dnešních rozvojových zemí je možno znázornit modelem s určitými obecnými rysy, resp. stadii:
1. počáteční stadium je charakteristické vysokou mírou porodnosti a jen s málo nižší úmrtností. Výsledkem je pomalý růst obyvatelstva,
2. v dalším stadiu přetrvává vysoká porodnost při snižující se míře úmrtnosti (zejména vlivem pokroku v medicíně, kvalitnější výživy apod.). Tento vývoj s vysokým přírůstkem obyvatelstva je nazýván populační explozí,
3. v následujícím stadiu postupně klesá míra porodnosti a růst obyvatelstva se zpomaluje,
4. poslední stadium se vyznačuje stabilizovanou mírou porodnosti i úmrtností, a tedy i relativně stabilním nízkým (až nulovým) růstem produkce.

Zatímco v rozvinutých ekonomikách roční tempo růstu obyvatelstva málokdy překračuje 1 %, v rozvojových zemích činí většinou několikanásobek, což snižuje (i v případě relativně vysokého tempa růstu produktu v některých zemích) růst produktu na 1 obyvatele. Příčinou tohoto vývoje je zmíněná populační exploze jako důsledek snížení míry úmrtnosti, často pod vlivem zahraniční pomoci (zdravotní a potravinová pomoc apod.) při zachování vysoké porodnosti.
Nedostatečná zásoba kapitálových statků bývá často považována za základní bariéru ekonomického růstu. K rozšíření a prohloubení kapitálu však chybí tvorba úspor. Ty však nemohou být vytvořeny při stávajícím nízkém produktu a důchod na 1 obyvatele, který je často na úrovni životního minima. Problém nedostatku úspor je navíc zostřován tzv. únikem kapitálu, tj. zpravidla nelegálním přesunem úspor do zahraničí s cílem zvýšení, nebo alespoň udržení jejich kupní síly (v případě vysoké inflace a nízké domácí úrokové sazby), a jejich umístění ve stabilnějším prostředí.
Na problém nedostatku kapitálových statků navazuje nedostatečný technologický pokrok, neboť ten je ze značné části materializován právě ve fyzických a kapitálových statcích. Nedostatečnou úroveň vykazuje i kvalifikace pracovní síly. Problém kvality pracovní síly je navíc zostřován tzv. únikem mozků.
Bariéra rozvoje podnikání může mít dále podobu institucí, jako jsou např.:
- právní rámec podnikání (smluvní jistota, vynutitelnost vlastnických práv) a byrokratický (úřednický) státní aparát, zneužívající své postavení např. při procedurách vzniku podniků, udělování licencí apod. ke korupci pří využívání rozvojové pomoci k osobnímu obohacení,
- náboženské, příbuzenské, rodové a jiné vztahy, které se mohou stát bariérou ekonomického růstu, stejně tak i kulturní tradice a zvyky v intenzitě práce,
- důležitou roli (zejména pro získání zahraničních úspor) hraje též politická stabilita v zemi.

Tyto institucionální aspekty společnosti mohou brzdit tvorbu zdrojů hospodářského růstu (omezovat práci, spořivost a podnikavost), případně mohou výsledky růstu orientovat neproduktivně (nikoli na rozšiřování a prohlubování kapitálu a na technologický rozvoj, nýbrž např. na zbrojení).

## Překonání nerozvinutosti
Soustředí-li se prioritně na ekonomický růst, jde o tradiční strategie, jejichž východiskem je start hospodářského růstu. Startem je rozvoj výroby v určitém odvětví nebo odvětvích, kde rychlý růst produktu a důchodu umožní tvorbu úspor, které umožní investování i v dalších oborech, až k sebeudržujícímu růstu celé ekonomiky. Tento start může mít podobu např. soustředění výroby do odvětví vybavených vhodnými přírodními a klimatickými podmínkami (zemědělství, těžba surovin a navazující zpracovatelské výroby), nebo v odvětvích, využívajících levnou pracovní sílu. V praktických rozvojových strategiích šlo zpravidla o rozvoj průmyslových odvětví, tedy o tzv. industrializaci.
Tato specializace bývá zpravidla stimulována vládní regulací. Ta může mít podobu podpory vývozu (dotace, daňové úlevy, vládní záruky úvěrů apod.), nebo nahrazování dovozů (ochrana domácí výroby před zahraniční konkurencí zejména tzv. nedospělých odvětví).
Součástí rozvojové strategie je také využívání rozmanité technické pomoci, poskytované rozvinutými zeměmi, a zejména zahraničních finančních zdrojů (úspor) jako alternativy nedostatečného domácího důchodu.
Odlišný alternativní přístup vychází z názoru, že samotný ekonomický růst, resp. jeho nastartování pro překonání nerozvinutosti nestačí, nýbrž jde zejména o problém rozdělení a přerozdělení výsledků ekonomického růstu, a to soustavou veřejných rozpočtů. Přerozdělení důchodů by mělo umožnit výstavbu sociální infrastruktury (školství, zdravotnictví, sociální péče) a podporu (subvencemi) tradičního zemědělského sektoru. Tato podpora je, podle této koncepce, účinnější cestou k urychlení ekonomického růstu, než podpora moderních průmyslových výrob.
Obdobnou koncepci v rámci alternativního přístupu k rozvojovým strategiím je tzv. filozofie základních potřeb. Ta spočívá v představě, že podstatné pro rozvojovou strategii je, spolu s rozšiřováním výroby, zabezpečit uspokojování základních potřeb (v podobě osobní spotřeby a potřeb jako vzdělání nebo zdravotní péče) veškerého obyvatelstva.

## Prorůstová politika
Specifický přístup ke stimulaci hospodářského růstu ve smyslu růstu potenciálního produktu zastává směr ekonomického myšlení, označovaný jako ekonomie strany nabídky(A. Laffer aj.). Jde o směr ekonomické teorie, který je obvykle interpretován jako prorůstová politika ve smyslu dlouhodobého udržení disponibilních výrobních zdrojů ve výrobě a jejich rozšiřování. Zároveň však obsahuje i přístup k zabezpečení stabilní vysoké zaměstnanosti, proto bývá někdy interpretován jako forma proticyklické politiky.
Úroveň produkce a její kolísání vyplývá (podle tohoto přístupu) z nabídky výrobců, a ta je podmíněna množstvím výrobních faktorů (kapitálu a práce), zapojených do výroby. Ekonomie strany nabídky se proto orientuje na zkoumání faktorů, které odrazují nebo naopak stimulují k práci, k tvorbě úspor a k investování.
Klíčovým faktorem této stimulace (nebo destimulace) je zdanění důchodů ekonomických subjektů. Vysoké zdanění pracovního důchodu odrazuje pracovníky od nabízení dalšího množství práce, neboť jejich náklad (tj. alternativní výnos – obětovaný volný čas) je větší než výnos, tj. vysoce zdaněný pracovní důchod. Tento problém může být navíc zostřen tzv. taxflací. V extrémní situaci může dojít i k nulové nabídce práce, kdy podpora v nezaměstnanosti (spolu s jinými sociálními dávkami) je vyšší, než čistý pracovní důchod.
Vysoké zdanění odrazuje též od úspor (které jsou podmínkou tvorby kapitálu), neboť odložená spotřeby není kompenzována dostatečně vysokým výnosem (úrokem po zdanění).
Vysoké (nebo rostoucí) zdanění tak vede k poklesu množství vynaložené práce tvořící HDP (zvýší se naopak práce pro vlastní potřebu), k omezení úspor a tvorby kapitálu a tudíž k nízkému produktu, naopak nižší zdanění stimuluje vysokou zaměstnanost, tvorbu kapitálu a tím i vysokou úroveň produktu.
Prorůstová politika dále zahrnuje řadu dalších opatření stimulujících rozvoj zdrojů ekonomického růstu – např. podporu investic do lidského kapitálu, financování vědecko-výzkumné aktivity nebo tvorbu infrastruktury (např. dopravní, rozvodné a telekomunikační sítě).
Postkeynesovci zdůrazňují především strukturální problémy národní ekonomiky.